# Baritón

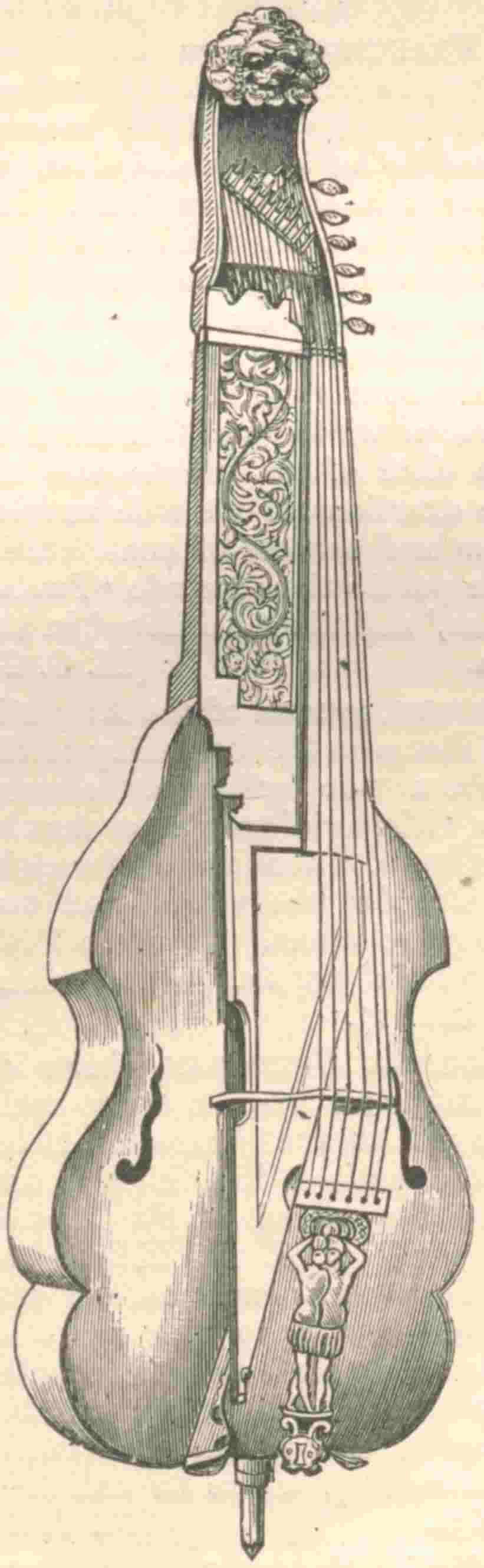
Baritón

El baritón o baryton es un instrumento de cuerda frotada de la familia de la viola da gamba, de uso habitual en Europa durante el siglo XVIII. Cayó en desuso debido a su gran dificultad de interpretación. Su tamaño es similar al del violonchelo; tiene seis o siete cuerdas de tripa que son frotadas con el arco, más entre nueve y veinticuatro cuerdas que vibran por simpatía (normalmente doce) pulsadas por el pulgar del músico para crear contraste tímbrico y que dotan de gran resonancia al sonido del instrumento.

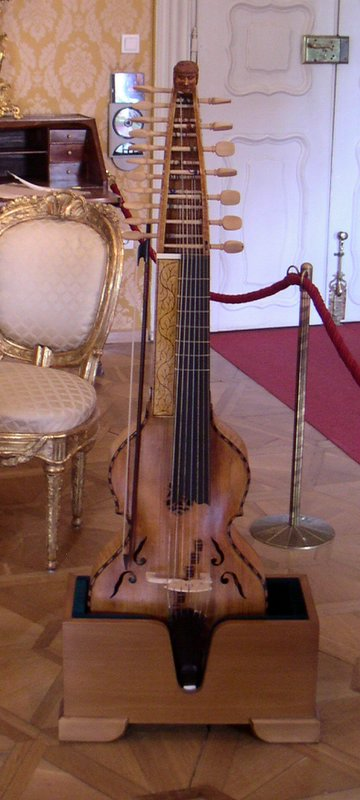
Copia del baritón del príncipe de Esterhazy, en su palacio de Eisenstadt.

El baritón es hoy raramente tocado. Puede ser llamado también, en diversos idiomas, baryton, bariton, barydon, paradon, paridon, pariton, viola paradon, viola di bordoni, viola di bardone o viola di bordone.

## Los tríos para baritón de Haydn
Las obras más conocidas del repertorio para baritón son las 175 escritas por Joseph Haydn para su mecenas, el príncipe Nikolaus Esterházy, que tocaba el instrumento como aficionado. De ellas, 126 son tríos para viola, violonchelo y baritón. Fueron escritas al inicio de la carrera de Haydn, entre 1766 y 1775.
El instrumento usado por el príncipe tenía siete cuerdas frotadas, afinadas como las de una viola da gamba bajo, cuyo sonido asemejan, y diez cuerdas de resonancia afinadas según una escala de Re mayor, más un La una cuarta por debajo y un Mi una segunda por encima de esta. La escritura no es demasiado exigente para el intérprete de baritón; Haydn elige tonalidades fáciles y exige pocas veces que se toquen a la vez cuerdas frotadas y pulsadas.
El baritón fue olvidado por completo durante el siglo XIX, pero ha sido recuperado durante el XX gracias a la «interpretación históricamente documentada» de la música antigua. Entre los músicos que hoy lo tocan están Jeremy Brooker, Kazimierz Gruszczyński, José Manuel Hernández, John Hsu y Roland Hutchinson.